# Носов, Степан Афиногенович
Степан Афиногенович Носов (10 апреля 1902 — 14 сентября 1981) — старообрядческий писатель, переписчик, оформитель, переплетчик старообрядческих книг.
Родился 10 апреля 1902 году в деревне Загривочной (сельское поселение "Замежная" Республика Коми) на реке Пижма в семье крестьянина-охотника. В 1924 году переехал вместе с семьёй в деревню Крестовку. Весной 1934 году в результате коллективизации семья лишилась хозяйства и переехала в деревню Макарово Ненецкого округа. До призыва в армию работал в колхозе счетоводом. С 1942 года воевал под Ленинградом, демобилизовался после тяжелого ранения в 1945 году.
С 1946 года бухгалтер конопроката в Нарьян-Маре, со 2-й половины 50-х годов плотник стройуправления. Обратился к старообрядчеству в 1955 году. Свои религиозные взгляды и размышления подробно изложил в «Видениях» и многочисленных письмах. Всю последующую жизнь занимался религиозной просветительской деятельностью, изучал религиозную литературу, сам сочинял и переписывал необходимые для земляков-единоверцев тексты. Им составлены 28 «Книг» - рукописных сборников по 100-150 страниц каждый, сборники-тетради с канонами, молитвами, выписками из богослужебных книг, послания единоверцам. Большинство сборников до сих пор находятся в обращении. Часть архива хранится в Усть-Цилемском собрании Древлехранилища ИРЛИ РАН (Пушкинский дом), часть - в Научной библиотеке Сыктывкарского университета [Сыктывкарский государственный университет имени Питирима Сорокина]. Сформирован фонд в Ненецком окружном краеведческом музее. С 1965 жил в селе Среднее Бугаево Усть-Цилемского района Коми АССР, здесь же и похоронен. Умер 14 сентября 1981 года.